# Quatuor Satie
Le Quatuor Satie est une formation de quatuor à cordes créé en 1999 par quatre étudiants diplômés du Conservatoire national supérieur de musique et de danse de Lyon qui ont choisi le nom du compositeur Erik Satie qui, lui, n'a jamais écrit de quatuor à cordes.

## Composition
- Frédéric Aurier, premier violon,
- Julie Friez, second violon,
- Patrick Oriol, alto,
- Guillaume Lafeuille, violoncelle.

## Histoire
Il obtient plusieurs prix internationaux : le deuxième prix au Concours de la Fédération nationale des associations des parents d'élèves des Conservatoires de musique, de danse et d'art dramatique à Paris (FNAPEC), le deuxième prix de Trondheim (Norvège) et en 2001, le quatrième prix au Concours international de quatuors à cordes de Banff (Canada). 
Il montre une prédilection pour les compositeurs du XXe siècle, sans pour autant ignorer les grandes œuvres classiques et romantiques.
Il se produit régulièrement en France (Opéra de Lyon, Salle Molière à Lyon, Musée d'Orsay, Abbaye de Royaumont) à l'étranger et est invité par des festivals tels que Les Nuits d'été en Savoie, les Musicades de Lyon, l'Étang des Aulnes, Concerts de Vollore, etc., etc. Ils ont déjà été invités à jouer à Venise (avec le pianiste Laurent Martin) en 2010 et 2011 par la fondation Palazzetto Bru Zane et qu'ils y retournent en mai 2012.

## Discographie sélective
- Alexis de Castillon, Quintette opus 1 et quatuor opus 7, avec le pianiste Laurent Martin, Ligia Digital, Diapason Découverte ;
- Maurice Ravel, Quatuor - François-Bernard Mâche Quatuor Eridan et Gabriel Fauré Quatuor avec piano n° 1 Jane Coop au piano, Skylark Canada.